# Segno di Rivero-Carvallo
Il segno di Rivero-Carvallo è un segno clinico trovato in pazienti con insufficienza tricuspidale. Il soffio pansistolico riscontrato in questa condizione diventa più forte durante l'inspirazione; questo segno consente di distinguerlo dal rigurgito mitralico.

## Fisiopatologia
Durante l'inspirazione, il flusso venoso del sangue nell'atrio destro e nel ventricolo aumenta, aumentando il volume di eiezione del ventricolo destro durante la sistole. Di conseguenza durante l'insufficienza tricuspidalica, il flusso di sangue dal ventricolo destro nell'atrio destro è maggiore durante l'inspirazione, facendo sì che il soffio diventi più forte. Durante l'espirazione, il reflusso di sangue attraverso la valvola tricuspide viene ridotto, rendendo più lieve l'entità del soffio. 
Al contrario, il soffio del rigurgito mitralico diventa più forte durante l'espirazione a causa dell'aumento del ritorno venoso dalle vene polmonari al cuore sinistro.

## Eponimo
La manovra prende il nome da José Manuel Rivero Carvallo.